# 山内一輝
山内 一輝（やまうち かつてる）は、江戸時代前期の旗本。武蔵指扇山内家（新橋山内家）2代当主。

## 略歴
寛永15年（1638年）、山内一唯の長男として誕生した。
万治3年（1660年）12月19日に家督を相続し寄合となった。寛文3年（1663年）、父が没し家督を継ぐが、翌寛文4年（1664年）に26歳で病没した。
跡を実弟の一俊が継いだ。